# Phác Tử

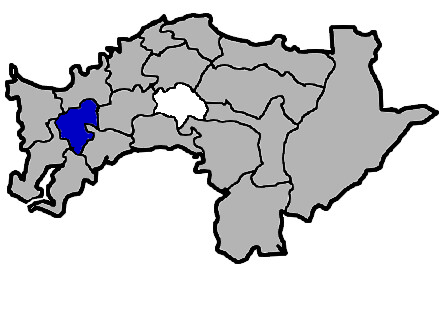
Vị trí tại huyện Gia Nghĩa

Phác Tử (tiếng Trung: 朴子市; bính âm: Pǔzi Shì) là một thành phố của huyện Gia Nghĩa, tỉnh Đài Loan, Trung Hoa Dân Quốc (Đài Loan). Thành phố đóng vai trò là trung tâm kinh tế- văn hóa của khu vực ven biển của huyện và đóng vai trò là huyện lị. Thành phố được thành lập năm 1992 trên cơ sở trấn Phác Tử, mặc dù là huyện lị song vai trò của Phác Tử không lớn do thành phố thuộc tỉnh Gia Nghĩa nằm ở ngay trung tâm của huyện, tuy nhiên thành phố này và huyện Gia Nghĩa độc lập với nhau. Trên địa bàn thành phố có khu công nghiệp Phác Tử và khu công nghiệp Mã Trù Hậu. Thành phố có các trường đại học: Học viện Thể dục Quốc lập Đài Loan, Học viện Khoa học kỹ thuật và quản lý Đạo Giang và trường đại học Khoa học-Kỹ thuật Trường Canh. Tổng diện tích của thành phố là 49,5737 km², dân số vào tháng 8 năm 2011 là 44.073 người thuộc 14.803 hộ gia đình, mật độ cư trú đạt 889 người/km².